# 三田大生
三田 大生（みた たいき、2001年12月13日 - ）は、栃木県大田原市出身で、二子山部屋所属の現役大相撲力士。本名同じ。最高位は西十両11枚目（2025年7月場所）。血液型はB型。

## 来歴

### 大相撲入門前
相撲は5歳の時に父親が指導するおおたわら修志館で始めた。大田原市立若草中学校では3年次に全中団体戦16強。栃木県立黒羽高等学校では2年次に世界ジュニア選手権軽量級（80キロ未満）3位、 3年次に全国高校総体8強、世界ジュニア選手権中量級（100キロ未満）優勝。高校卒業後は近畿大学に進学し、4年次に国体ベスト8、全国学生選手権団体優勝などの実績を残した。ところが、大学最後の大会となる全日本相撲選手権大会で左膝の前十字靭帯断裂、半月板損傷の怪我をして手術を行い、入門するまでは母校の近畿大学相撲部の寮でリハビリに専念した。

### 大相撲入門後
大学卒業後は二子山部屋に入門した。2023年度の国体ベスト8のため幕下最下位（60枚目）格付出が承認されて、2024年9月場所で初土俵を踏んだ。
2025年3月場所は西幕下4枚目で迎え、5勝2敗で新十両濃厚と報道された。同月26日の番付編成会議で、翌5月場所での新十両昇進が決定した。新十両で迎えた5月場所は12日目の風賢央戦で勝ち越したが、その取組で左手の薬指に繋がる中手骨を骨折してしまい、翌13日目から休場となった。翌7月場所は11勝4敗で十両優勝。

## エピソード
- 同部屋の生田目とは小学校の頃からの幼なじみ[9]。
- 高校3年時には世界ジュニア相撲選手権での活躍が認められて2020年東京オリンピックの地元・栃木県大田原市の聖火ランナーに選ばれた[10]。

## 主な成績
2025年7月場所終了現在

### 通算成績
- 通算成績：41勝15敗2休（7場所）

### 各段優勝
- 十両優勝：1回（2025年7月場所）

### 場所別成績
| | 一月場所 初場所（東京） | 三月場所 春場所（大阪） | 五月場所 夏場所（東京） | 七月場所 名古屋場所（愛知） | 九月場所 秋場所（東京） | 十一月場所 九州場所（福岡） |
| --- | ----------------------- | ----------------------- | ----------------------- | --------------------------- | ----------------------- | --------------------------- |
| 2024年 （令和6年） | x                       | x                       | x                       | x                           | 幕下付出60枚目 6–1      | 東幕下28枚目 5–2            |
| 2025年 （令和7年） | 東幕下17枚目 6–1        | 西幕下4枚目 5–2         | 東十両14枚目 8–5–2      | 西十両11枚目 優勝 11–4      | x                       | x                           |
| 各欄の数字は、「勝ち-負け-休場」を示す。 優勝 引退 休場 十両 幕下 三賞：敢=敢闘賞、殊=殊勲賞、技=技能賞 その他：★=金星 番付階級：幕内 - 十両 - 幕下 - 三段目 - 序二段 - 序ノ口 幕内序列：横綱 - 大関 - 関脇 - 小結 - 前頭（「#数字」は各位内の序列） |                         |                         |                         |                             |                         |                             |

## 改名歴
- 三田 大生（みた たいき）2024年9月場所 -